# メジロリベーラ
メジロリベーラ（1990年6月9日 -?）は日本で競走馬、繁殖牝馬となったサラブレッドである。
父が中央競馬の七冠馬シンボリルドルフ、母が同牝馬三冠馬のメジロラモーヌという血統であったため十冠ベイビーと呼ばれ、生まれる前から有名であった。誕生後「芳瑞」（ほうずい）という血統名が付けられ、1歳上の兄メジロリュウモンとともに近況が日本中央競馬会の雑誌『優駿』で複数回にわたり紹介された。

## 競走馬時代
管理した調教師は母をも管理した奥平真治であったが、競走馬としては東京競馬場で行われた新馬戦に1回出走（横山典弘の騎乗で単勝4番人気・7着）したのみで、脚部不安により引退。通算成績は1戦0勝で終わった。

### 競走成績
| 年月日     | 競馬場 | 競走名  | 格 | 頭数 | 枠番 | 馬番 | オッズ （人気） | オッズ （人気） | 着順 | 騎手     | 斤量 | 距離（馬場）  | タイム （上り3F） | タイム差 | 勝ち馬/（2着馬）   |
| ---------- | ------ | ------- | -- | ---- | ---- | ---- | --------------- | --------------- | ---- | -------- | ---- | ------------- | ----------------- | -------- | ------------------ |
| 1992.11.14 | 東京   | 3歳新馬 |    | 10   | 4    | 4    | 7.1             | （4人）         | 7着  | 横山典弘 | 53   | 芝1600m（良） | 1:39.9 (36.6)     | 2.3      | サクラシンゼンオー |

## 繁殖牝馬時代
繁殖牝馬としては、地方競馬の笠松競馬場で12勝を挙げたメジロカムイ（父ジェイドロバリー）や繁殖牝馬となったメジロレーマー（父リンドシェーバー）などを産んでいる。メジロレーマーも競走馬としての実績はなかったが、メジロラモーヌ牝系としては初のG1級競走勝ち馬となるフィールドルージュ（2008年川崎記念）を産んだ。また2017年には3番仔メジロシルビアの孫のコウソクストレートがGIIIのファルコンステークスを勝利している。

### 産駒一覧
|   | 馬名             | 誕生年 | 毛色   | 父                   | 性   | 戦績     | 重賞勝利 | 繁殖 | 出典 |
| - | ---------------- | ------ | ------ | -------------------- | ---- | -------- | -------- | ---- | ---- |
| 1 | メジロレーマー   | 1995年 | 黒鹿毛 | リンドシェーバー     | 牝   | -        |          | ○    |      |
| 2 | メジロカムイ     | 1996年 | 青鹿毛 | ジェイドロバリー     | セン | 56戦12勝 |          |      |      |
| 3 | メジロシルビア   | 1997年 | 芦毛   | ゴールデンフェザント | 牝   | 23戦3勝  |          | ○    |      |
| 4 | メジロベトニー   | 1998年 | 栗毛   | フレイズ             | 牝   | 6戦0勝   |          | ○    |      |
| 5 | メジロヘリテイジ | 2000年 | 鹿毛   | メジロライアン       | 牝   | 21戦3勝  |          |      |      |

## 血統表
| メジロリベーラの血統（トウルビヨン系） | メジロリベーラの血統（トウルビヨン系） | メジロリベーラの血統（トウルビヨン系） | （血統表の出典）        | （血統表の出典）        |
| 父 シンボリルドルフ 1981 鹿毛          | 父の父*パーソロン Partholon 1960 鹿毛  | Milesian                               | My Babu                 | My Babu                 |
| 父 シンボリルドルフ 1981 鹿毛          | 父の父*パーソロン Partholon 1960 鹿毛  | Milesian                               | Oatflake                |                         |
| 父 シンボリルドルフ 1981 鹿毛          | 父の父*パーソロン Partholon 1960 鹿毛  | Paleo                                  | Pharis                  | Pharis                  |
| 父 シンボリルドルフ 1981 鹿毛          | 父の父*パーソロン Partholon 1960 鹿毛  | Paleo                                  | Colonice                |                         |
| 父 シンボリルドルフ 1981 鹿毛          | 父の母スイートルナ 1972 栗毛           | スピードシンボリ                       | *ロイヤルチャレンヂャー | *ロイヤルチャレンヂャー |
| 父 シンボリルドルフ 1981 鹿毛          | 父の母スイートルナ 1972 栗毛           | スピードシンボリ                       | スイートイン            |                         |
| 父 シンボリルドルフ 1981 鹿毛          | 父の母スイートルナ 1972 栗毛           | *ダンスタイム                          | Palestine               | Palestine               |
| 父 シンボリルドルフ 1981 鹿毛          | 父の母スイートルナ 1972 栗毛           | *ダンスタイム                          | Samaritaine             |                         |
| 母 メジロラモーヌ 1983 青鹿毛          | 母の父*モガミ Mogami 1976 青鹿毛       | Lyphard                                | Northern Dancer         | Northern Dancer         |
| 母 メジロラモーヌ 1983 青鹿毛          | 母の父*モガミ Mogami 1976 青鹿毛       | Lyphard                                | Goofed                  |                         |
| 母 メジロラモーヌ 1983 青鹿毛          | 母の父*モガミ Mogami 1976 青鹿毛       | *ノーラック                            | Lucky Debonair          | Lucky Debonair          |
| 母 メジロラモーヌ 1983 青鹿毛          | 母の父*モガミ Mogami 1976 青鹿毛       | *ノーラック                            | No Teasing              |                         |
| 母 メジロラモーヌ 1983 青鹿毛          | 母の母メジロヒリュウ 1972 鹿毛         | *ネヴァービート                        | Never Say Die           | Never Say Die           |
| 母 メジロラモーヌ 1983 青鹿毛          | 母の母メジロヒリュウ 1972 鹿毛         | *ネヴァービート                        | Bride Elect             |                         |
| 母 メジロラモーヌ 1983 青鹿毛          | 母の母メジロヒリュウ 1972 鹿毛         | *アマゾンウォリアー                    | Khaled                  | Khaled                  |
| 母 メジロラモーヌ 1983 青鹿毛          | 母の母メジロヒリュウ 1972 鹿毛         | *アマゾンウォリアー                    | War Betsy               |                         |
| 母系(F-No.)                            | (FN:9-f)                               | (FN:9-f)                               | (FN:9-f)                | [ § 2 ]                 |
| 5代内の近親交配                        | アウトブリード                         | アウトブリード                         | アウトブリード          | [ § 3 ]                 |
| 出典                                   | 1. 2. 3.                               | 1. 2. 3.                               | 1. 2. 3.                | 1. 2. 3.                |

- メジロアルダンは叔父にあたる。